# Crocidura manengubae
Crocidura manengubae là một loài động vật có vú trong họ Chuột chù, bộ Soricomorpha. Loài này được Hutterer mô tả năm 1982.